# Saravena
Saravena è un comune della Colombia facente parte del dipartimento di Arauca.
Il comune venne istituito con parte del territorio del comune di Tame il 3 febbraio 1976.